# Яд-Хана
Яд-Хана́ (ивр. יַד חַנָּה‎, букв. Память Ханы) — кибуц (коммуна) в долине Шарон в Центральном округе Израиля, региональный совет Эмек-Хефер. Основан в 1950 году на границе между Израилем и Западным берегом Иордана.

## История
Кибуц был создан 10 апреля 1950 года членами сионистской группы Хабоним-Дрор (ивр. הבונים דרור‎, Строители Свободы).
Группу составляли молодые евреи из Венгрии, пережившие Холокост, придерживающиеся коммунистических убеждений. Группа была создана ещё до отъезда в Израиль, её члены приобрели необходимые рабочие и сельскохозяйственные навыки в рамках подготовительной программы. Они прибывали небольшими группами с весны 1949 года и поселялись в кибуце Гиват-Хаим. Через год они получили разрешение на создание отдельного поселения в районе Тулькарема непосредственно на границе Израиля и Западного берега Иордана. Кибуц назван в честь героини Второй мировой войны из Будапешта — венгерской и еврейской поэтессы Ханы Сенеш.
В 1953 году в результате раскола в партии Мапам, с которым члены кибуца были связаны, большинство членов кибуца перешли в партию МАКИ. Однако 120 человек, которые не согласились с этим решением, основали неподалёку новый кибуц — Яд-Хана-Сенеш (буквально — Память Ханы Сенеш). Он был расформирован в 1972 году. В результате кибуц Яд-Хана получил известность как «коммунистический».
После казни в США в 1953 году советских шпионов супругов Юлиуса и Этель Розенберг в кибуце была высажена роща в их память.
8 декабря 1964 года один из членов кибуца Юри Абрахам был убит в поле солдатами Арабского легиона.
В 2005 году в рамках размежевания с палестинцами в Яд-Хану были переселены 30 семей из соседнего посёлка Хомеш из Самарии. Кроме потомков первых кибуцников и переселённых из Хомеша в Яд-Хана живут также беженцы из Дарфура, тайские гастарбайтеры, владельцы и арендаторы приватизированной земли.
Ряд зданий, в том числе столовая кибуца, построены по проекту известного израильского архитектора Израэля Гудовича.

## Расположение
Посёлок расположен в треугольнике, образованном шоссе 6, шоссе 57 и шоссе 5714. Непосредственный выезд из Яд-Ханы имеется на шоссе 5714. Восточнее кибуца проходит граница с Палестинской автономией. Ближайшие крупные города — Тулькарем (Самария) и Нетания.
Площадь — 2,6 км² (2600 дунамов).

## Население
По данным Центрального статистического бюро Израиля, население на начало 2020 года составляло 968 человек.
| Год           | 1961 | 1972 | 1983 | 1995 | 2001 | 2003 | 2004 | 2005 | 2006 | 2007 | 2008 | 2009 | 2010 | 2011 | 2012 |
| ------------- | ---- | ---- | ---- | ---- | ---- | ---- | ---- | ---- | ---- | ---- | ---- | ---- | ---- | ---- | ---- |
| Число жителей | 96   | 83   | 118  | 140  | 119  | 117  | 116  | 161  | 208  | 214  | 239  | 280  | 354  | 478  | 619  |

## Экономика
Основная отрасль доходов — растениеводство. Кроме этого кибуц принимает туристов и имеет производство ковров и обивочного материала. Цена жилья в поселке в 2012 году — от 9 до 19 тысяч шекелей за квадратный метр.

## В культуре
В 2008—2010 годах Ласло Гергель, сын одной из семей основателей кибуца, снял документальный фильм Yad Hanna — The Collective Man об истории кибуца и создал одноимённую пьесу, основанную на архивных фотографиях и воспоминаниях членов кибуца. Фильм демонстрировался на 41-й Неделе венгерского кино в Будапеште в 2010 году.